# Franciszek Rybczyński
Franciszek Rybczyński (ur. 25 września 1890 w Jabłowie, zm. 22 lutego 1956 w Olsztynie) – polski polityk socjalistyczny i komunistyczny, działacz związkowy, radny miast Bydgoszczy (1926-1928) i Poznania (1938–1939) z ramienia PPS.

## Życiorys

### Wczesne lata
Był synem Michała i Magdaleny z domu Kościelniak. Po ukończeniu szkoły ludowej, uczęszczał do Seminarium Nauczycielskiego w Bydgoszczy. W 1906 roku został wydalony z seminarium za udział rodzeństwa w strajku szkolnym. W tym samym roku podjął trzyletnią naukę zawodu kowala. Nie mogąc znaleźć zatrudnienia w rodzinnych stronach, w 1909 roku, wyjechał do Flensburga, gdzie pracował w stoczni okrętowej. Później odbył służbę wojskową, którą zakończył w stopniu kaprala. W latach 1911–1914 pracował jako kowal maszynowy w kopalni węgla w Eickel (dzisiaj dzielnica Herne). Podczas I wojny światowej został zmobilizowany. Ranny w rękę, w 1916 roku został zwolniony z wojska. 
Prawdopodobnie na froncie zetknął się niemieckimi socjaldemokratami i to wpłynęło na jego późniejsze zaangażowanie polityczne. Od 1917 roku był członkiem SPD. Z ramienia partii wziął udział w kursie dla sekretarzy związkowych w Stuttgarcie. W 1918 roku był czynnym uczestnikiem rewolucji listopadowej. 

### Działalność w II RP
Do Polski wrócił w 1920 roku, osiedlając się w Bydgoszczy, gdzie do 1923 roku pracował w przedsiębiorstwie komunikacyjnym. W tym samym roku przyjął stanowisko sekretarza okręgowego klasowych związków zawodowych na województwa poznańskie i pomorskie. Równolegle rozpoczął działalność w Polskiej Partii Socjalistycznej. W 1925 roku został skazany na karę trzech miesięcy aresztu, za kierowanie strajkiem pracowników samorządowych w Bydgoszczy, Toruniu i Grudziądzu. Później został skazany na pół roku więzienia za obrazę komendanta policji, lecz na mocy amnestii wyrok umorzono.  
W latach 1926–1928 był radnym w Bydgoszczy. W 1928 roku został przeniesiony służbowo do Poznania, gdzie był jednym z aktywnych działaczy. Zakładał wówczas związki zawodowe w zakładach pracy m.in. w Chodzieży i w Antoninku. W 1934 roku kierował strajkiem w Zakładach H.C.P. W 1938 roku został wybrany do Rady Miasta Poznania, jako jedyny z listy PPS i Związków Zawodowych.   
Pomimo swojego sprzeciwu wobec „jednolitego frontu” z KPP (Rybczyński obawiał się, że współpraca z komunistami mogłaby utrudnić działalność socjalistów w sferze związkowej i politycznej) w pamięci komunistów zapisał się pozytywnie, gdyż np. ostrzegał ich przed działalnością policji. W 1937 roku w wyniku interwencji Rybczyńskiego uwolniono z Berezy Kartuskiej poznańskiego działacza komunistycznego Maksymiliana Bartza, któremu później pomógł wyjechać do Belgii i znaleźć tam pracę.   

### Lata okupacji
W połowie września 1939 roku zainteresowało się nim Gestapo. W tym czasie przebywał w szpitalu, z powodu otwarcia się starej rany z czasów I wojny światowej. Z przesłuchania, mimo osłabienia, wyszedł obronną ręką. Jednocześnie dostał zakaz uprawiania działalności konspiracyjnej. Musiał także stawiać się co miesiąc w dawnym Domu Żołnierza (siedziba Gestapo). Po powrocie do zdrowia rozpoczął pracę w Deutsche Waffen und Munitionsfabriken jako kowal maszynowy. W końcu stycznia 1945 roku wstąpił do Polskiej Partii Robotniczej (mimo początkowych sprzeciwów działaczy komunistycznych) i dostał zadanie zorganizowania Okręgowej Komisji Związków Zawodowych. Uważał, że w Polsce powinna istnieć jedna silna partia robotnicza i dlatego zrezygnował ze wstąpienia do PPS.

### Działalność powojenna
Wziął udział w I Zjeździe PPR. W 1948 roku został przeniesiony do Olsztyna, gdzie został przewodniczącym Związków Zawodowych, a następnie kierownikiem w MZK w Olsztynie. W latach 1950–1952 był kierownikiem transportu Polskiej Spółdzielni Spożywców „Mazur”. 
W latach 1949–1951 Urząd Bezpieczeństwa PRL prowadził wobec niego sprawę, podejrzewając, że współpracował z policją polityczną w okresie międzywojennym. Dowodami w tej sprawie miały być zeznania obciążające Marcina Chwiałkowskiego za działalność antypaństwową. Do współpracy z policją się nie przyznał oraz twierdził, że zeznania te zostały mu narzucone. 
Zmarł w 1956 roku w Olsztynie. Został pochowany na olsztyńskim cmentarzu komunalnym.

## Życie prywatne
Żonaty z Jadwigą Kotecką, z którą miał trójkę dzieci – Franciszka, Irenę i Edwina.